# Jone Frigerio
Pour les articles homonymes, voir Frigerio.
Jone Frigerio, née Jone Fortunata Carolina Cristina (Rome, 11 janvier 1877 – 25 juin 1963) est une actrice italienne.

## Biographie
Jone Frigerio est née le 11 janvier 1877 dans Rome, la capitale de l'Italie. Elle fut active au cinéma entre 1933 et 1955. Elle est morte à Rome le 25 juin 1963. Elle est la sœur d'Olinto Cristina, d'Ada Almirante et d'Ines Zacconi.

## Filmographie
- 1933 : Treno popolare de Raffaello Matarazzo
- 1933 : Il treno delle 21,15 de Amleto Palermi
- 1934 : La maestrina de Guido Brignone
- 1934 : Frutto acerbo de Carlo Ludovico Bragaglia
- 1935 : La luce del mondo de Gennaro Righelli
- 1936 : 30 secondi d'amore de Mario Bonnard
- 1939 : Il piccolo re de Redo Romagnoli
- 1939 : Mille chilometri al minuto!  de Mario Mattoli
- 1940 : Centomila dollari  de Mario Camerini
- 1940 : La granduchessa si diverte de Giacomo Gentilomo
- 1940 : Piccolo alpino d'Oreste Biancoli
- 1941 : Ridi pagliaccio de Camillo Mastrocinque
- 1941 : È caduta una donna d'Alfredo Guarini
- 1942 : La principessa del sogno de Roberto Savarese et Maria Teresa Ricci
- 1942 : Piazzo San Sepolcro de Giovacchino Forzano
- 1944 : Les enfants nous regardent de Vittorio De Sica
- 1950 : Terra senza tempo de Silvestro Prestifilippo
- 1955 : Un héros de notre temps de Mario Monicelli